# Clubiona charitonovi
Clubiona charitonovi är en spindelart som beskrevs av Mikhailov 1990. Clubiona charitonovi ingår i släktet Clubiona och familjen säckspindlar. Inga underarter finns listade i Catalogue of Life.